# 20964 Mons Naklethi
20964 Mons Naklethi (1977 UA) là một tiểu hành tinh vành đai chính được phát hiện ngày 16 tháng 10 năm 1977 bởi A. Mrkos ở Klet.